# Alan Reed
Alan Reed, pseudonimo di Edward Theodore Bergman (New York, 20 agosto 1907 – Los Angeles, 14 giugno 1977), è stato un attore e doppiatore statunitense.

## Biografia
Alan Reed nacque a New York il 20 agosto 1907. Padre dell'attore Alan Reed Jr.
Il suo ultimo doppiaggio fu Fred Flintstone nello special per la televisione Energy: A National Issue del 1977.
Morì il 14 giugno 1977, dopo una lunga malattia, poco prima di compiere 70 anni.

## Filmografia parziale

### Attore

#### Cinema
- Tamara figlia della steppa (Days of Glory), regia di Jacques Tourneur (1944)
- La barriera d'oro (Nob Hill), regia di Henry Hathaway (1945)
- Il postino suona sempre due volte (The Postman Always Rings Twice), regia di Tay Garnett (1946)
- Intermezzo matrimoniale (Perfect Strangers), regia di Bretaigne Windust (1950)
- I clienti di mia moglie (Emergency Wedding), regia di Edward Buzzell (1950)
- Il messaggio del rinnegato (The Redhead and the Cowboy), regia di Leslie Fenton (1951)
- È arrivato lo sposo (Here Comes the Groom), regia di Frank Capra (1951)
- Viva Zapata!, regia di Elia Kazan (1952)
- Actor's and Sin, regia di Ben Hecht e Lee Garmes (1952)
- Mano pericolosa (Pickup on South Street), regia di Samuel Fuller (1953)
- La mia legge (I, the Jury), regia di Harry Essex (1953)
- Geraldine, regia di R.G. Springsteen (1953)
- Il mondo è delle donne (Woman's World), regia di Jean Negulesco (1954)
- I due capitani (The Far Horizons), regia di Rudolph Maté (1955)
- Bacio di fuoco (Kiss of Fire), regia di Joseph M. Newman (1955)
- Ore disperate (The Desperate Hours), regia di William Wyler (1955)
- La mano invisibile (Time Table), regia di Mark Stevens (1956)
- Femmina ribelle (The Revolt of Mamie Stover), regia di Raoul Walsh (1956)
- Colui che rise per ultimo (He Laughed Last), regia di Blake Edwards (1956)
- Il trapezio della vita (The Tarnished Angels), regia di Douglas Sirk (1958)
- Vertigine (Marjorie Morningstar), regia di Irving Rapper (1958)
- Colazione da Tiffany (Breakfast at Tiffany's), regia di Blake Edwards (1961)
- La stirpe degli dei (A Dream of Kings), regia di Daniel Mann (1969)

#### Televisione
- TV Reader's Digest – serie TV, episodio 1x13 (1955)
- Damon Runyon Theater – serie TV, episodio 1x07 (1955)
- Alfred Hitchcock presenta (Alfred Hitchcock Presents) – serie TV, episodio 2x07 (1956)
- Telephone Time – serie TV, episodio 3x10 (1957)
- Mr. Adams and Eve – serie TV, 14 episodi (1957-1958)
- David Niven Show (The David Niven Show) – serie TV, episodio 1x06 (1959)
- Have Gun - Will Travel – serie TV, episodio 2x39 (1959)
- Tightrope – serie TV, episodio 1x02 (1959)
- Michael Shayne – serie TV episodio 1x07 (1960)
- Peter Gunn – serie TV, episodio 3x03 (1960)
- The Dick Powell Show – serie TV, episodi 2x17-2x23 (1963)
- Honey West – serie TV, episodio 1x22 (1966)

### Doppiatore
- Lilli e il vagabondo (1955)
- Un uomo chiamato Flintstone (1966)
- Gli antenati (The Flintstones) (1960-1966)

## Doppiatori italiani
Nelle versioni in italiano dei suoi film, Alan Reed è stato doppiato da:
- Olinto Cristina in Il messaggio del rinnegato, Il mondo è delle donne
- Luigi Pavese in È arrivato lo sposo
- Cesare Polacco in Viva Zapata!
- Manlio Busoni in Il trapezio della vita
- Mario Pisu in Viva Zapata! (ridoppiaggio)

Da doppiatore è sostituito da:
- Leonardo Severini in Gli antenati (seconda edizione), Un uomo chiamato Flintstone
- Luigi Pavese in Lilli e il vagabondo (ed.1955)
- Mario Bardella in Lilli e il vagabondo (ed.1997)
- Michele Riccardini in Gli antenati (prima edizione)
- Mario Milita in Gli antenati (terza edizione)
- Aldo Barberito in Gli antenati (quarta edizione)
- Leslie La Penna in Gli antenati (quinta edizione)
- Mario Zucca in Gli antenati (quinta edizione, Mediaset)